# 7148 Рейнгольдбін
7148 Рейнгольдбін (7148 Reinholdbien) — астероїд головного поясу, відкритий 25 березня 1971 року.
Тіссеранів параметр щодо Юпітера — 3,595.